# Peribatodes melas
Peribatodes melas là một loài bướm đêm trong họ Geometridae.